# Triplogyna
Triplogyna is een geslacht van spinnen uit de familie hangmatspinnen (Linyphiidae). 

## Soorten
De volgende soorten zijn bij het geslacht ingedeeld:
- Triplogyna ignitula (Keyserling, 1886)
- Triplogyna major Millidge, 1991